# Joshua Liendo
Joshua Liendo Edwards (Toronto, 20 agosto 2002) è un nuotatore canadese, specializzato nello stile libero e nella farfalla.

## Biografia
Ha fatto parte della spedizione canadese ai III Giochi olimpici giovanili estivi di Buenos Aires 2018, gareggiando nei 50 e 100 stile libero, nei 100 e 200 farfalla e staffette 4×100 misti maschile e 4×100 stile libero e misti miste, senza riusicre a salire sul podio.
Ha rappresentato il Canada all'Olimpiade di Tokyo 2020, classificandosi diciottesimo nei 50 metri stile libero, quattordicesimo nei 100 metri stile libero, undicesimo nei 100 metri farfalla, quarto nella staffetta 4x100 metri stile libero e settimo nella staffetta 4x100 metri misti.
Alle Olimpiadi di Parigi 2024 vince la medaglia d'argento nei 100 m farfalla siglando, con il crono di 49"99, anche il nuovo record nazionale canadese sulla distanza.

## Palmarès
| Anno | Manifestazione            | Sede         | Evento              | Risultato | Prestazione | Note |
| ---- | ------------------------- | ------------ | ------------------- | --------- | ----------- | ---- |
| 2018 | Giochi olimpici giovanili | Buenos Aires | 50 m sl             | 18º       | 23"38       |      |
| 2018 | Giochi olimpici giovanili | Buenos Aires | 100 m sl            | 21º       | 51"60       |      |
| 2018 | Giochi olimpici giovanili | Buenos Aires | 100 m farfalla      | 19º       | 54"56       |      |
| 2018 | Giochi olimpici giovanili | Buenos Aires | 200 m farfalla      | 23º       | 2'05"11     |      |
| 2018 | Giochi olimpici giovanili | Buenos Aires | 4x100 m misti       | 6º        | 3'45"45     |      |
| 2018 | Giochi olimpici giovanili | Buenos Aires | 4x100 m sl mista    | 11º       | 3'39"29     |      |
| 2018 | Giochi olimpici giovanili | Buenos Aires | 4x100 m misti mista | 7º        | 3'57"32     |      |
| 2019 | Mondiali                  | Gwangju      | 4x100 m misti       | 10º       | 3'34"79     |      |
| 2019 | Mondiali giovanili        | Budapest     | 100 m sl            | Argento   | 49"17       |      |
| 2019 | Mondiali giovanili        | Budapest     | 4x100 m misti       | Bronzo    | 3'36"35     |      |
| 2019 | Mondiali giovanili        | Budapest     | 4x100 m misti mista | Bronzo    | 3'48"20     |      |
| 2021 | Giochi olimpici           | Tokyo        | 50 m sl             | 18º (b)   | 22"03       |      |
| 2021 | Giochi olimpici           | Tokyo        | 100 m sl            | 14º (sf)  | 48"19       |      |
| 2021 | Giochi olimpici           | Tokyo        | 100 m farfalla      | 11º (sf)  | 51"50       |      |
| 2021 | Giochi olimpici           | Tokyo        | 4x100 m sl          | 4º        | 3'10"82     |      |
| 2021 | Giochi olimpici           | Tokyo        | 4x100 m misti       | 7º        | 3'32"42     |      |
| 2021 | Mondiali in vasca corta   | Abu Dhabi    | 50 m sl             | Bronzo    | 20"76       |      |
| 2021 | Mondiali in vasca corta   | Abu Dhabi    | 100 m sl            | Bronzo    | 45"82       |      |
| 2021 | Mondiali in vasca corta   | Abu Dhabi    | 4x50 m sl misti     | Oro       | 1'28"55     |      |
| 2022 | Mondiali                  | Budapest     | 100 m sl            | Bronzo    | 47"71       |      |
| 2022 | Mondiali                  | Budapest     | 100 m farfalla      | Bronzo    | 50"97       |      |
| 2022 | Mondiali                  | Budapest     | 4x100 m sl mista    | Argento   | 3'20"61     |      |
| 2022 | Giochi del Commonwealth   | Birmingham   | 50 m sl             | Bronzo    | 22"02       |      |
| 2022 | Giochi del Commonwealth   | Birmingham   | 100 m farfalla      | Oro       | 51"24       |      |
| 2022 | Giochi del Commonwealth   | Birmingham   | 4x100 m sl          | Bronzo    | 3'13"01     |      |
| 2022 | Giochi del Commonwealth   | Birmingham   | 4x100 m sl mista    | Bronzo    | 3'24"86     |      |
| 2023 | Mondiali                  | Fukuoka      | 100 m farfalla      | Argento   | 50"34       |      |
| 2024 | Giochi olimpici           | Parigi       | 100 m farfalla      | Argento   | 49"99       |      |
| 2025 | Mondiali                  | Singapore    | 4x100 m misti mista | Bronzo    | 3'40"97     |      |